# Ágoston Trefort

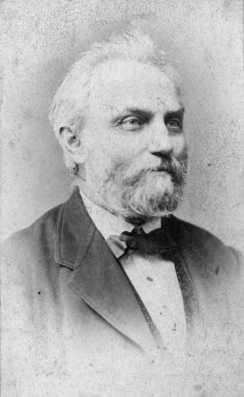
Ágoston Trefort

Dr. Ágoston Trefort (Homonna, 7 februari 1817 – Boedapest, 22 augustus 1888) was een Hongaars politicus, die minister van Godsdienst en Onderwijs was van 1872 tot aan zijn dood. Hij was voorzitter van de Hongaarse Academie van Wetenschappen vanaf 1885.

## Biografie
Trefort werd geboren in aan katholieke Hongaarse familie van Waalse oorsprong. Zijn overgrootvader was een advocaat in de Oostenrijkse Nederlanden en diens zoon, een arts-officier, kwam naar Hongarije in de jaren 1770. Ágoston Trefort studeerde rechten aan de Universiteit van Pest.
Op 24-jarige leeftijd werd hij lid van de Hongaarse Academie van Wetenschappen en in 1833 werd hij lid van de Hongaarse landdag. Na het uitbreken van de Hongaarse Revolutie van 1848 werd hij staatssecretaris op het ministerie van Landbouw, Nijverheid en Handel in de regering-Batthyány. Na de moord op graaf Lamberg, de keizerlijke commissaris die als opperbevelhebber de rust in Hongarije moest herstellen, emigreerde Trefort naar Wenen en vervolgens naar München. Na zijn terugkeer in 1850 bleef hij lange tijd politiek actief binnen het comitaat Békés.
In de jaren '60 van de 19e eeuw was hij een voorstander van de Oostenrijk-Hongaarse Ausgleich. Toen zijn vriend József Eötvös overleed in 1871, aanvaardde hij de overname van diens ministerpost na het tweede aanbod. In 1872 werd Trefort zodoende minister van Godsdienst en Onderwijs in de regering-Lónyay en alle daarop volgende regeringen tot aan zijn dood. Van 1876 tot 1878 was hij bovendien waarnemend minister van Landbouw, Nijverheid en Handel in de regering-Kálmán Tisza.
Als onderwijsminister zette hij sterk in op de ontwikkeling van het openbare onderwijs.